# Coppa Argentina 2018
La Coppa Argentina 2018 si è svolta dal 1º al 24 marzo 2018: al torneo hanno partecipato sette squadre di club argentine e la vittoria finale è andata per la seconda volta consecutiva all'Obras Sanitarias.

## Regolamento
Il torneo prevede la partecipazione dei club classificati dal quinto posto in giù nella corrente Liga Argentina de Voleibol: 
- I club che non hanno acceduto ai play-off scudetto danno vita a un round-robin nella prima fase, ospitato dal club meglio classificato in Liga Argentina de Voleibol, dal quale le prime due classificate accedono al turno successivo;
- I quattro club eliminati ai quarti di finale dei play-off scudetto prendono parte alla seconda fase, dove vengono raggiunti dai due classificati dopo la prima fase, dando vita a due round-robin, sempre ospitati dai due club meglio classificati nella Liga Argentina de Voleibol, venendo raggruppati col metodo della serpentina;
- I due club vincitori dei rispettivi round-robin accedono alla finale in gara unica, ospitata nuovamente dal club meglio classificato in Liga Argentina de Voleibol.

## Squadre partecipanti
| Squadra           | Qualificazione                            | Ultima partecipazione |
| ----------------- | ----------------------------------------- | --------------------- |
| Gigantes del Sur  | 5ª in Liga Argentina de Voleibol 2017-18  | Coppa Argentina 2017  |
| Libertad          | 7ª in Liga Argentina de Voleibol 2017-18  | Debutto               |
| Monteros          | 8ª in Liga Argentina de Voleibol 2017-18  | Debutto               |
| Obras Sanitarias  | 6ª in Liga Argentina de Voleibol 2017-18  | Coppa Argentina 2017  |
| Puerto San Martín | 11ª in Liga Argentina de Voleibol 2017-18 | Coppa Argentina 2017  |
| River Plate       | 10ª in Liga Argentina de Voleibol 2017-18 | Coppa Argentina 2017  |
| UNTreF            | 9ª in Liga Argentina de Voleibol 2017-18  | Coppa Argentina 2017  |

## Torneo

### Prima fase

#### Risultati
| 1º marzo 2018 Microestadio UNTREF, Sáenz Peña Durata: 2h:20 - Spettatori: ? | UNTreF      | 2 - 3 | Puerto San Martín | 17-25, 25-22, 22-25, 41-39, 11-15 |
| 2 marzo 2018 Microestadio UNTREF, Sáenz Peña Durata: 1h:11 - Spettatori: ?  | River Plate | 3 - 0 | Puerto San Martín | 25-23, 25-15, 25-22               |
| 3 marzo 2018 Microestadio UNTREF, Sáenz Peña Durata: 1h:14 - Spettatori: ?  | UNTreF      | 0 - 3 | River Plate       | 22-25, 20-25, 17-25               |

#### Classifica
| Pos. | Squadra           | Pt | G | V | P | SV | SP | Ratio | PF  | PS  | Ratio |
| ---- | ----------------- | -- | - | - | - | -- | -- | ----- | --- | --- | ----- |
| 1    | River Plate       | 6  | 2 | 2 | 0 | 6  | 0  | MAX   | 150 | 119 | 1.261 |
| 2    | Puerto San Martín | 2  | 2 | 1 | 1 | 3  | 5  | 0.600 | 186 | 191 | 0.974 |
| 3    | UNTreF            | 1  | 2 | 0 | 2 | 2  | 6  | 0.333 | 175 | 201 | 0.871 |

### Seconda fase

#### Gruppo A

##### Risultati
| 15 marzo 2018 Estadio Ruca Che, Neuquén Durata: 1h:58 - Spettatori: ? | Gigantes del Sur | 3 - 2 | River Plate | 17-25, 28-26, 25-19, 20-25, 15-12 |
| 16 marzo 2018 Estadio Ruca Che, Neuquén Durata: 2h:05 - Spettatori: ? | Monteros         | 3 - 2 | River Plate | 25-22, 15-25, 26-24, 30-32, 15-13 |
| 17 marzo 2018 Estadio Ruca Che, Neuquén Durata: 1h:12 - Spettatori: ? | Gigantes del Sur | 3 - 0 | Monteros    | 25-19, 25-16, 25-23               |

##### Classifica
| Pos. | Squadra          | Pt | G | V | P | SV | SP | Ratio | PF  | PS  | Ratio |
| ---- | ---------------- | -- | - | - | - | -- | -- | ----- | --- | --- | ----- |
| 1    | Gigantes del Sur | 5  | 2 | 2 | 0 | 6  | 2  | 3.000 | 180 | 165 | 1.091 |
| 2    | Monteros         | 2  | 2 | 1 | 1 | 3  | 5  | 0.600 | 169 | 191 | 0.885 |
| 3    | River Plate      | 2  | 2 | 0 | 2 | 4  | 6  | 0.667 | 223 | 216 | 1.032 |

#### Gruppo B

##### Risultati
| 15 marzo 2018 Estadio Aldo Cantoni, San Juan Durata: 1h:53 - Spettatori: ? | Obras Sanitarias | 2 - 3 | Puerto San Martín | 24-26, 22-25, 25-23, 25-21, 12-15 |
| 16 marzo 2018 Estadio Aldo Cantoni, San Juan Durata: 2h:07 - Spettatori: ? | Libertad         | 3 - 2 | Puerto San Martín | 25-23, 25-18, 28-30, 22-25, 16-14 |
| 17 marzo 2018 Estadio Aldo Cantoni, San Juan Durata: 1h:56 - Spettatori: ? | Obras Sanitarias | 3 - 2 | Libertad          | 23-25, 25-20, 25-27, 25-20, 15-8  |

##### Classifica
| Pos. | Squadra           | Pt | G | V | P | SV | SP | Ratio | PF  | PS  | Ratio |
| ---- | ----------------- | -- | - | - | - | -- | -- | ----- | --- | --- | ----- |
| 1    | Obras Sanitarias  | 3  | 2 | 1 | 1 | 5  | 5  | 1.000 | 221 | 210 | 1.052 |
| 2    | Puerto San Martín | 3  | 2 | 1 | 1 | 5  | 5  | 1.000 | 220 | 224 | 0.982 |
| 3    | Libertad          | 3  | 2 | 1 | 1 | 5  | 5  | 1.000 | 216 | 223 | 0.969 |

### Finale
| 24 marzo 2018 Estadio Ruca Che, Neuquén Durata: 1h:08 - Spettatori: ? | Gigantes del Sur | 0 - 3 | Obras Sanitarias | 19-25, 23-25, 19-25 |